# ویلیام جوزف کیسی
ویلیام جوزف کیسی (به انگلیسی: William Joseph Casey) بین سال‌های ۱۹۸۱ تا ۱۹۸۷ میلادی رئیس کل آژانس اطلاعات مرکزی بود. وی در آغاز فعالیتش در دوران جنگ جهانی دوم در دفتر خدمات راهبردی کار می‌کرد. سپس در حفاظت اطلاعات نیروی دریایی ایالات متحده آمریکا مشغول به کار شد و پس از گذشت مدتی به عنوان مشاور مجلس سنای ایالات متحده آمریکا فعالیت کرد. او که یک کاتولیک بسیار سرسخت بود در انجمن شوالیه‌های مالت نیز عضو بوده‌است. کیسی در اواخر عمر خود رئیس کل سی.آی. اِی شد و در سال ۱۹۸۷ در سن ۷۴ سالگی درحالیکه در پست خود مشغول انجام وظیفه بوده‌است، بر اثر تومور مغزی درگذشت.